# Pyura styeliformis
Pyura styeliformis är en sjöpungsart som beskrevs av Monniot 200. Pyura styeliformis ingår i släktet Pyura och familjen lädermantlade sjöpungar. Inga underarter finns listade i Catalogue of Life.